# GE U36C
GE U36C – ciężka sześcioosiowa lokomotywa spalinowa produkcji amerykańskiej, wyprodukowana w ilości 218 sztuk przez General Electric Transportation Systems jako rozwinięcie wcześniejszych serii lokomotyw Universal, jak U36C. Wykorzystywany w USA i Meksyku. 
Wersja U36CG produkowana w Meksyku była przeznaczona do obsługi ruchu osobowego. 